# 내경초등학교
내경초등학교는 대한민국 충청남도 당진시 우강면 면천로 2307 (내경리)에 있었던 공립 초등학교이다.

## 연혁
- 1944년 4월 1일 우강공립국민학교 내경분교장 설립인가
- 1949년 9월 30일 내경국민학교 승격인가(6학급)
- 1982년 3월 1일 병설유치원 개원
- 1996년 3월 1일 내경초등학교로 개칭
- 2007년 3월 1일 우강초등학교로 통폐합

## 동문
신계숙 교수
서부종합상사 신동준 대표
히코스미디어 신동경 대표